# Addah
Addah este o comună din departamentul Jacqueville, regiunea Lagunes, Coasta de Fildeș.